# Angela Bettis

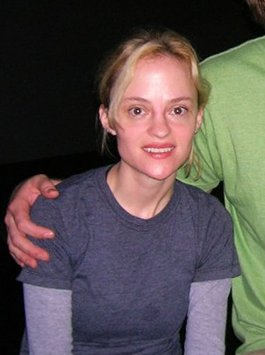
Angela Bettis (2007)

Angela Marie Bettis (* 9. Januar 1973 in Austin, Texas) ist eine US-amerikanische Schauspielerin.

## Leben und Leistungen
Bettis debütierte in der Hauptrolle von Maria im italienisch-japanischen Filmdrama Zeffirellis Spatz von Franco Zeffirelli aus dem Jahr 1993. Im Filmdrama Durchgeknallt (1999) spielte sie an der Seite von Winona Ryder und Angelina Jolie. Im Jahr 1999 erhielt sie den Rising Star Award des Marco Island Film Festivals.
Im Horrorfilm May – Die Schneiderin des Todes (2002) spielte Bettis die Hauptrolle von May Dove Canady. Für diese Rolle gewann sie im Jahr 2002 einen Preis des Festival Internacional de Cinema de Catalunya und im Jahr 2003 einen Preis des Semana Internacional de Cine Fántastico de Málaga sowie den Silver Raven des Brussels International Festival of Fantasy Film. Sie wurde außerdem 2003 für den Online Film Critics Society Award nominiert. Im Horrorfilm Carrie (2002), einem Remake von Carrie – Des Satans jüngste Tochter, übernahm sie die Hauptrolle von Carrie White. Bei dem Thriller Roman (2006) wirkte Bettis als Regisseurin und Editorin.
Bettis war ab 2001 mit dem Filmeditor, Regisseur, Filmproduzenten, Drehbuchautor, Kameramann und Schauspieler Kevin Ford verheiratet. Sie und Kevin Ford besitzen das Produktionsunternehmen MoFreek, das Kurzfilme produziert; Bettis war bei einigen Filmen als Produzentin tätig. Die Ehe wurde geschieden.

## Filmografie (Auswahl)
- 1993: Zeffirellis Spatz (Storia di una capinera)
- 1999: The Last Best Sunday
- 1999: Durchgeknallt (Girl, Interrupted)
- 2000: Die Prophezeiung (Bless the Child)
- 2001: Lovindapocalypse
- 2001: Perfume
- 2001: Vallen
- 2002: May
- 2002: Carrie
- 2003: Lovindapocalypse 2
- 2003: Lovindapocalypse 3
- 2004: Love Rome
- 2004: The Toolbox Murders
- 2006: The Circle
- 2007: When Is Tomorrow
- 2007: Scar
- 2008: Wicked Lake
- 2009: Dr. House (Fernsehserie, Folge 6x01)
- 2010: Drones
- 2010: All My Friends Are Funeral Singers
- 2011: The Woman
- 2012: The ABCs of Death
- 2013: Criminal Minds (Fernsehserie, Folge 8x20)
- 2015: Dig (Fernsehserie, 10 Folgen)
- 2017: Song to Song
- 2017: Arkansas Traveler (Fernsehserie, 5 Folgen)
- 2017: Our Little Secret